# N10 (Guinea)
Die N10 ist eine Fernstraße in Guinea, die in Konsankoro an der Ausfahrt der N1 beginnt und in Macenta endet. Dort gliedert sie sich wieder in die N1 ein. Sie ist 98 Kilometer lang.